# Modelleisenbahn Holding
La austriaca Modelleisenbahn Holding GmbH con sede a Bergheim presso Salisburgo è la casa madre della tedesca Fleischmann così come della austriaca Roco. Il fatturato al 2013 è di 51 milioni di Euro con una percentuale di mercato in Europa del 25%.
Roco entra in insolvenza nel luglio 2005 e proseguì l'attività con l'aiuto della banca Raiffeisenbank e di un socio. Nel settembre 2007 la Roco viene acquisita dall'imprenditore Franz-Josef Haslberger, e viene fondata la nuova società madre Muttergesellschaft Modelleisenbahn Holding GmbH. La tedesca Fleischmann ad inizio 2008 viene acquisita anch'essa. Per tutto il 2010 vi furono problemi economici. L'intero gruppo il 30 giugno 2011 entra in Management-Buy-out (EHS Management GmbH, Salzburg) e diretta dal manager della Modelleisenbahn Holding GmbH Leopold Heher (CEO), Roland Edenhofer (COF) e Johannes Steinparzer (COO) della Model Railway Holding AG. La Raiffeisenverband Salzburg collegata alla UBG Unternehmensbeteiligungs GmbH aveva – come unica socia della Model Railway Holding AG – condotto il Buy-out. Nell'aprile 2011 la UBG prende la parte di Franz Josef Haslberger della Haslberger Railway Holding AG e messa nella Model Railway Holding AG. La Modelleisenbahn Holding GmbH ha 740 dipendenti in Germania, Austria, Romania e Slovacchia.
La marca Fleischmann e la Roco rimangono separate. Roco costruisce a scala H0 1:87, mentre la Fleischmann in scala H0 su modelli storici fino al 1950 e in scala N 1:160 sugli altri.
Nel 2016 ha spostato la produzione in Vietnam ed è tornata ad avere bilanci positivi.
Nell'ottobre 2017 diviene noto che la Raiffeisenverband Salzburg (RVS) continua ad essere proprietaria della Modelleisenbahn Gruppe. Roland Edenhofer deve tenere il suo 95% del gruppo alla banca e ritirarsi da amministratore delegato.